# Evald Häggblom
Evald Häggblom, född 6 december 1906 i Vårdö, död 29 augusti 1976 i Helsingfors, var en åländsk lärare och politiker. Han var bror till Alarik Häggblom och far till Gunnevi Nordman. 
Häggblom var under fyra årtionden en av Ålands centrala politiska ledare. Han var medlem av Ålands landsting 1935–1945 och 1949–1966. Han var Ålands riksdagsman 1966–1976 och initiativtagare till den allsvenska riksdagsgruppen, som dryftade specifikt svenska frågor i parlamentet.